# Jan-Philipp Priebsch
Jan-Philipp Priebsch (* 21. August 1986 in Essen) ist ein ehemaliger deutscher Eishockeyspieler, der bis zur Saison 2015/16 bei den Ratinger Ice Aliens gespielt hat.

## Karriere
Jan-Philipp Priebsch lief in der Saison 2001/02 erstmals für das DNL-Team der Kölner Haie auf. Drei Jahre spielte der rechts schießende Verteidiger für die Junghaie, bevor er zu den Ratinger Ice Aliens in die Regionalliga mit gleichzeitiger Spielberechtigung für die dortige Juniorenbundesligamannschaft wechselte. Nach dem Aufstieg in die Oberliga 2005 spielte er auch in der Oberliga weiterhin für die Ice Aliens.
Zur Saison 2006/07 erhielt er zudem eine Förderlizenz der Kölner Haie, die ihn für die Deutsche Eishockey Liga spielberechtigt hat. Nach dem finanziellen Aus der Ice Aliens spielte er den Rest der Spielzeit in der 2. Bundesliga bei den Kassel Huskies. Nach einer Saison bei den Blue Devils Weiden stand Priebsch seit der Spielzeit 2008/09 bei den Hannover Indians unter Vertrag. In derselben Saison stieg er mit den Indians in die 2. Bundesliga auf. Zur Saison 2010/11 kehrte er zurück zum Oberliga-Team der Ratinger Ice Aliens.
Neben dem Eishockey spielt er zudem seit 2009 für die Bissendorfer Panther in der 1. Inline-Skaterhockey-Bundesliga.

## Statistik
| 2001/02                    | Kölner EC Junghaie         | DNL                        | 40  | 5  | 11 | 16 | 20  | 5  | 0 | 0 | 0  | 2  |
| 2002/03                    | Kölner EC Junghaie         | DNL                        | 36  | 3  | 13 | 16 | 50  | 3  | 1 | 1 | 2  | 4  |
| 2003/04                    | Kölner EC Junghaie         | DNL                        | 36  | 9  | 22 | 31 | 46  | 5  | 0 | 0 | 0  | 16 |
| 2004/05                    | Ratinger Ice Aliens        | RL                         | 28  | 14 | 11 | 25 | 16  | 22 | 2 | 8 | 10 | 18 |
| 2004/05                    | Ratinger Ice Aliens        | J-BL                       | 3   | 5  | 4  | 9  | 2   | –  | – | – | –  | –  |
| 2005/06                    | Ratinger Ice Aliens        | OL/Play-Downs              | 36  | 2  | 4  | 6  | 50  | 14 | 1 | 6 | 7  | 28 |
| 2006/07                    | Kassel Huskies             | 2. BL                      | 23  | 0  | 0  | 0  | 4   | –  | – | – | –  | –  |
| 2006/07                    | Ratinger Ice Aliens        | OL                         | 18  | 1  | 1  | 2  | 38  | –  | – | – | –  | –  |
| 2007/08                    | 1. EV Weiden               | OL                         | 51  | 11 | 15 | 26 | 60  | 4  | 0 | 0 | 0  | 0  |
| 2008/09                    | Hannover Indians           | OL                         | 48  | 6  | 6  | 12 | 26  | 3  | 0 | 0 | 0  | 0  |
| 2009/10                    | Hannover Indians           | 2. BL                      | 43  | 1  | 3  | 4  | 4   | 10 | 1 | 5 | 6  | 6  |
| 2010/11                    | Ratinger Ice Aliens        | OL                         |     |    |    |    |     |    |   |   |    |    |
| DNL gesamt                 | DNL gesamt                 | DNL gesamt                 | 112 | 17 | 46 | 63 | 116 | 13 | 1 | 1 | 2  | 22 |
| OL gesamt (bis 27.08.2010) | OL gesamt (bis 27.08.2010) | OL gesamt (bis 27.08.2010) | 153 | 20 | 26 | 46 | 174 | 21 | 1 | 6 | 7  | 28 |
| 2. BL gesamt               | 2. BL gesamt               | 2. BL gesamt               | 66  | 1  | 3  | 4  | 8   | 10 | 1 | 5 | 6  | 6  |

(Legende zur Spielerstatistik: Sp oder GP = absolvierte Spiele; T oder G = erzielte Tore; V oder A = erzielte Assists; Pkt oder Pts = erzielte Scorerpunkte; SM oder PIM = erhaltene Strafminuten; +/− = Plus/Minus-Bilanz; PP = erzielte Überzahltore; SH = erzielte Unterzahltore; GW = erzielte Siegtore; 1 Play-downs/Relegation; Kursiv: Statistik nicht vollständig)